# Hermosa
Hermosa (Bayan ng Hermosa) är en kommun i Filippinerna. Kommunen ligger på ön Luzon, och tillhör provinsen Bataan. Folkmängden uppgår till 65 862 invånare år 2015.

## Barangayer
Hermosa är indelat i 23 barangayer.
| - A. Rivera (Pob.) - Almacen - Bacong - Balsic - Bamban - Burgos-Soliman (Pob.) - Cataning (Pob.) - Culis - Daungan (Pob.) - Mabiga - Mabuco - Maite | - Magsaysay (Pob.) - Mambog - Mandama - Palihan - Pandatung - Pulo - Saba - San Pedro (Pob.) - Santo Cristo - Sumalo - Tipo - Judge Roman Cruz Sr. (Mandama) - Sacrifice Valley |